# Nikolai Thyssen
Nikolai Thyssen (født 1974 i Aarhus) er en dansk journalist og fra 15. januar 2024 chefredaktør og administrerende redaktør ved Radio4.
Thyssen er uddannet i litteraturvidenskab og kunsthistorie fra Københavns Universitet, og har desuden studeret ved Berkeley University i Californien og New School i New York.
Han har arbejdet som korrespondent i Rusland for Information, som journalist ved Månedsbladet Press, som producer for radioprogrammet Mennesker og medier, og i perioden 2005-2014 redaktions- og udviklingschef for Information, hvor han ligeledes sad i bestyrelsen for Information A/S.
I 2014 modtog han Fyens Stiftstidendes Fellowship, og forskede på Syddansk Universitet i de forandringer af offentligheden, som internetrevolutionen har ført med sig over de sidste 30 år.
I 2015 stiftede han sammen med Lars Trier Mogensen det mobile nyhedsmagasin Føljeton.
Thyssen kom til DR i 2017 som nyhedsredaktør og senere ligeledes kanalchef for DR.dk og blev i efteråret 2020 chef for P1.